# Louis-Paul M'Fédé
Louis-Paul M'Fédé (26. února 1961, Yaoundé – 10. června 2013, Yaoundé) byl kamerunský fotbalový záložník. Zemřel 10. června 2013 ve věku 52 let na onemocnění dolních cest dýchacích.

## Fotbalová kariéra
Za reprezentaci Kamerunu hrál v letech 1984–1994, nastoupil ve 44 utkáních a dal 3 góly. Byl členem kamerunské reprezentace na Mistrovství světa ve fotbale 1990, nastoupil ve všech 5 utkáních. Byl členem kamerunské reprezentace na Mistrovství světa ve fotbale 1994,ale v utkání nenastoupil.Byl členem kamerunské reprezentace na LOH 1984 v Los Angeles, nastoupil ve 3 utkáních a dal 1 gól. Byl členem kamerunské reprezentace na Africkém poháru národů v roce 1986, 1988, 1990 a 1992. Na klubové úrovni hrál v Kamerunu za Olympic Mvolyé a Canon Yaoundé, ve Francii za Stade Rennais FC a ve Španělsku za UE Figueres. S Canon Yaoundé vyhrál dvakrát kamerunskou ligu a jednou pohár.

## Ligová bilance
| Ročník                      | Zápasy | Góly | Klub             |
| --------------------------- | ------ | ---- | ---------------- |
| 2. francouzská liga 1982/83 | 2      | 1    | Stade Rennais FC |
| 1. francouzská liga 1983/84 | 11     | 2    | Stade Rennais FC |
| 2. francouzská liga 1984/85 | 30     | 4    | Stade Rennais FC |
| 1. francouzská liga 1985/86 | 11     | 0    | Stade Rennais FC |
| 1. francouzská liga 1986/87 | 10     | 0    | Stade Rennais FC |
| 2. španělská liga 1990/91   | 23     | 1    | UE Figueres      |
| CELKEM                      | -      | -    |                  |